# Agrilus overlaeti
Agrilus overlaeti es una especie de insecto del género Agrilus, familia Buprestidae, orden Coleoptera.
Fue descrita científicamente por Burgeon, 1941.